# Tuomi Elmgren-Heinonen
 (janvier 2025).
Si vous disposez d'ouvrages ou d'articles de référence ou si vous connaissez des sites web de qualité traitant du thème abordé ici, merci de compléter l'article en donnant les références utiles à sa vérifiabilité et en les liant à la section « Notes et références ».
Tuomi Elmgren-Heinonen, née à Ruovesi le 5 février 1903 et morte le 17 juin 2000 à Helsinki, est une chanteuse, journaliste, écrivaine et anthroposophe finlandaise.

## Biographie
Les renseignements rassemblés ci-dessous ont été prélevés dans les sites suivants :
 ,  ,  , 
Tuomi Elmgren-Heinonen naît le 5 février 1903 (en finnois : 5. Helmikuuta) à Ruovesi dans le grand-duché de Finlande une journée qui, dans ce pays, est l'occasion de célébrer la littérature et la culture finno-suédoise qui ont une importance particulière dans sa famille.
Fille de Robert Elias Elmgren et d'Ines Helena Elmgren née Meurman, elle devient très vite l'aînée de la famille après la mort de sa soeur Marja qui, née le 9 septembre 1901, est seulement âgée de trois ans. Son père, médecin municipal à Ruovesi, musicien et critique musical joue du piano à queue le matin avant de se rendre à son travail. Comme il avait étudié à la Sorbonne, il admire la culture française et, en conséquence, une nourrice venue de France enseigne la langue et la culture de son pays afin qu'elle, son frère Sven Jalavisto né le 29 aout 1905 et sa soeur Eeva Ottilia Jalavisto née le 21 mars 1909 s'expriment spontanément en français. Cela n'empêche pas la famille de partager des valeurs et des idées du mouvement fennomane dont une des égeries est à l'époque Agathon Meurman
Tuomi Elmgren étudie le chant solo à Vyborg et au conservatoire d'Helsinki puis continue à Berlin en 1923-1924 sous la direction de Frederick Husler. Elle poursuit à Paris où elle reste de 1924 à 1927. En 1933, elle y revient et la même année séjourne en Italie. Cette formation lui permet d'être appréciée comme cantatrice dans une douzaine de productions du Théâtre national de Finlande entre 1927 et 1932 dont Guillaume Tell, La Belle au bois dormant. 
L'année de son mariage, en 1932, elle abandonne cette carrière pour se consacrer davantage à sa famille. Elle épouse le peintre Aarre Heinonen (fi) et prend le nom Elmgren-Heinonen. Ils ont trois enfants[source insuffisante] : le 14 mars 1934, Marja Suna (fi) devenue créatrice de mode, en 1938 Reijo Heinonen (fi) devenu professeur de théologie et en 1943  Pilvi Heinonen-Boesen devenue violoncelliste.
Professeure de chant à Helsinki de 1930 à 1939, au conservatoire populaire des organisations éducatives de 1936 à 1937, à l'institut d'art dramatique de 1936 à 1938, lutteuse néo-finlandaise, personne qui écrit des articles, des causeries, sans prétention, dans la Nouvelle Finlande de 1936 à 1939 et professeure de styles et de coutumes à l'académie de théâtre finlandaise de 1955 à 1978 lui laisse quand même le temps de s'intéresser à l'anthroposophie. Dans les années 1930, elle découvre la pensée de Rudolf Steiner dans le cercle de l'écrivaine Kersti Bergroth (fi) ce qui l'amène à écrire Notre relation avec les défunts édité en 1972. Elle devient membre de la Société anthroposophique en 1931, puis membre de son conseil d'administration de 1956 à 1977 et enfin sa vice-présidente de 1975 à 1978. Elle édite le magazine de l'association, dirige le groupe de travail et contribue aux activités de l'université libre des sciences appliquées. 
Parallèlement, elle trouve le temps d'écrire des livres dont certains ont un très grand succès : la biographie du compositeur Toivo Kuula publiée en 1938 est rééditée au moins trois fois, Petite Lotta roman qui fait partager la vie des auxiliaires féminines pendant la Guerre d'Hiver est traduit en allemand en 1943, en danois, en français en 1944 et en suédois. Le Livre d'or de l'usage publié en 1954, pour initier ses compatriotes aux «bonnes» mœurs occidentales est son plus gros succès avec au moins sept rééditions. Selon son mari, «la famille a longtemps vécu des droits d'auteur du livre d'or de l'usage» qui lui ont permis de continuer son activité de peintre. 
Elle meurt le 17 juin 2000 à Helsinki. Sa sépulture se trouve au Cimetière de Hietaniemi.

## Filmographie

### Scénariste
Sur la vie du jeune violoniste Heimo Haitto (fi) deux films réalisés par Toivo Särkkä :
- 1939 : Jeune Violoniste (fi)[11]
- 1949 : Du petit violoniste au roi du violon (fi)[12].

### Actrice
- 1990 : Aino Ackté – souvenirs d'une diva (en finnois : Aino Ackte - muistoja diivasta) réalisé par Tiina-Maija Lehtonen : son propre rôle[13]

### Écrits
- 1933 : Ann-Mari en Italie (en finnois : Ann-Mari Italiassa), roman
- 1935 : La course de Matti Muarainen et autres contes de fées, (en finnois : Matti Muurahaisen kilpajuoksu y.m. satuja)
- 1938 : Toivo Kuula. Biographie, (en finnois : Toivo Kuula : Elämäkerta)[15], révisée en 1983.
- 1940 : Lotta en mission : l'histoire de la petite lotta , (en finnois : Lottatyttö komennuksella: pikku-lotan tarina), réédité en 2006
- 1941 : Flicklotta s'échappe : une histoire de la Guerre d'Hiver en Finlande, (en suédois : En flicklotta rycker ut : berättelse från Finlands vinterkrig) (En français à partir de la traduction automatique en anglais du texte finnois)
- 1942 : En ce qui concerne une jeune fille sur le front finlandais (en finnois : Naar det gælder : en Unglotte ved den finske Front) : roman
- 1942 : Un nouveau chemin, (en finnois : Uusi polku), fiction
- 1943 : Wilho Sjöström – Souvenirs du bord de la route, (en finnois : Wilho Sjöström - muistikuvia taipaleen varrelta), biographie
- 1943 : « Portez les fardeaux les uns des autres » : mode d'emploi pour organiser des soirées de musique religieuse (en finnois : "Kantakaa toistenne kuormat" : ohjeita kirkkomusiikki-iltojen järjestämiseksi)
- 1943 : Courageuse petite Lotta (en finnois : Tapfere kleine Lotta) traduit en allemand par Lempi Frey-Tuominen, réédité en 1944 avec 37 illustrations de Vreni Zingg
- 1944 : Petite Lotta, (en finnois : Lottatyttö komennuksella), roman pour les jeunes, édité en français par « La Nouvelle Edition »
- 1946 : Conte de fées pour enfants-Kalevala, (en finnois : Lasten satu-Kalevala), avec des illustrations de Kirsti Gallen-Kallela (fi) réédité en 1950
- 1949 : Le Printemps des surprises, (en finnois : Yllätysten kevät), roman
- 1952 : Toivo Kuula : un compositeur finlandais de génie, (en finnois : Toivo Kuula: a Finnish composer of genius),  avec Eino Roiha (fi). Le 5 novembre 1983, donc âgée de 80 ans, dans une vidéo de 3 minutes, elle parle, en finnois, de ce compositeur [16]
- 1954 : Le Livre d'or de l'usage, (en finnois : Käytöksen kultainen kirja), complété et révisé en 1961
- 1959 : La Chanson de la Finlande sonne...; Fredrik Pacius et son époque, (en finnois : Laulu Suomen soi... Fredrik Pacius ja hänen aikansa), biographie
- 1959 : Le Grand Livre de musique, (en finnois : Suuri musiikkikirja), avec Riitta Björklund et Irmeli Niemi (fi)[17]
- 1963 : Ingeri fait ses preuves (en finnois : Inkeri bewährt sich), fiction en langue allemande
- 1964 : L'art des bonnes habitudes : conseils pour les jeunes (en finnois : Hyvien tapojen taito: Vihjeitä nuorille) illustré par Helena Malisto[18]. Il a été réédité en 1967 avec la même illustratrice mais dans une présentation différente
- 1964 : Olavi Turtiainen réédité en 1974
- 1970 : Ces bonnes habitudes (en finnois : Ne hyvät tavat) avec Anu Virkkunen, illustré par Jorma Tähtinen réédité en 1975
- 1972 : Notre relation avec les défunts (en finnois : Suhteemme vainajiin) réédité en 1978 et 1992
- 1979 : La réincarnation et le destin et leur signification pour la culture contemporaine : quatre conférences avec Rudolf Steiner (en finnois : Jälleensyntyminen ja kohtalo ja niiden merkitys nykykulttuurille: neljä esitelmää)

### Traductions
Elle traduit également plusieurs livres vers le finnois dont :
- 1951 : Nasaretin Maria: romaani (Marie de Nazareth : un roman), de Synnöve Christensen[19]
- 1952 : Valssikuningas Johann Strauss (Le Roi de la valse, Johann Strauss), de Ernst Décsey
- 1960 : Chopin de Camille Bourniquel
- 1960 : Niilo Nokkela käyttäytyy ihmisiksi: säädyllisiä ja hupaisia juttuja poikaviikareille) (Niilo Nokkela se comporte comme un être humain : des histoires décentes et drôles pour les jeunes farceurs) de Berthold Lutz réédité en 1963
- 1961 : Lapsemme Tanskassa (Nos enfants au Danemark), , d'Arne Runeberg (en) et Mila Schildt
- 1980 : Eurooppa ja Aasia: Ajattelun koulutustie nykyaikana (Europe et Asie : le parcours pédagogique de la pensée aux temps modernes), de Jørgen Smit (no)